# Alberto J. Pawling
Alberto José Pawling Dorantes (Campeche, Campeche; 25 de julio de 1887 - 26 de noviembre de 1955) fue un marino e ingeniero civil mexicano, miembro del Partido Revolucionario Institucional. Fue el encargado del despacho de la Secretaría de Marina de 1949 a 1952 y uno de los principales impulsores del desarrollo naval y portuario de México.
Alberto J. Pawling fue ingeniero civil egresado de la Heroica Escuela Naval Militar de Veracruz, de donde egresó con el grado de Capitán Primero, inició su carrera político administrativa como Oficial Mayor de la Secretaría de Comunicaciones y Obras Públicas en 1930, posteriormente fue director de Puertos del entonces Departamento de Marina Nacional —antecedente directo de la actual Secretaría de Marina—, y luego director general del mismo.
En 1946 fue nombrado Subsecretario de Marina y en 1949 asumió la titularidad de la misma secretaría, inicialmente con el carácter de subsecretario encargado del despacho, permaneciendo en el cargo hasta el 6 de febrero de 1952 en que fue suplido por Raúl López Sánchez.
Alberto J. Pawling fue considerado durante toda su carrera como un experto en marina mercante y desarrollo de instalaciones portuarias y navales, siendo autor de la mayor parte de los proyectos iniciales de este tipo en México.